# Telfes im Stubai
Telfes im Stubai – gmina w Austrii, w kraju związkowym Tyrol, w powiecie Innsbruck-Land. Liczy 1516 mieszkańców (1 stycznia 2015).

## Współpraca
Miejscowość partnerska:
- Freckenfeld, Niemcy